# ウェザーフォード・デイリー・ニュース
ウェザーフォード・デイリー・ニュース(英語: Weatherford Daily News)とはアメリカ合衆国オクラホマ州ウェザーフォードで発行されている週5日刊行の新聞である。発行者はフィリップ・R・レイドとジーン・アン・レイドで、「ヴィニータ・デイリー・ジャーナル」、「ペリー・デイリー・ジャーナル」、「ノワタ・スター」、「OKCトリビューン」、「アフトン/フェアランド・アメリカン」、「グランドレーカー」も同時に発行している。
サウスウェスタンオクラホマ州立大学を卒業したジェームズ・クラドックは1929年、1898年創刊の「ウェザーフォード・デモクラット」を買収し、「ウェザーフォード・デイリー・ニュース」に改称した。需要の拡大で日刊紙にするにあたり、後に同紙を1972年に買収するケネス・レイドに助けを求めた。1994年にフィリップ・レイド、ジーン・アン・レイド夫妻が同紙を買収した。ウェザーフォード・デイリー・ニュースはオクラホマ州ウェザーフォードの地元紙と認識されている。